# Ernest (Pensilvânia)
Ernest é um distrito localizado no estado norte-americano de Pensilvânia, no Condado de Indiana.

## Demografia
Segundo o censo norte-americano de 2000, a sua população era de 501 habitantes.
Em 2006, foi estimada uma população de 474, um decréscimo de 27 (-5.4%).

## Geografia
De acordo com o United States Census Bureau tem uma área de
0,6 km², dos quais 0,6 km² cobertos por terra e 0,0 km² cobertos por água. Ernest localiza-se a aproximadamente 438 m acima do nível do mar.

## Localidades na vizinhança
O diagrama seguinte representa as localidades num raio de 12 km ao redor de Ernest.